# Tanoh Khukahen
Tanoh Khukahen is een bestuurslaag in het regentschap Aceh Tenggara van de provincie Atjeh, Indonesië. Tanoh Khukahen telt 222 inwoners (volkstelling 2010).